# Balkanbronlibel
De balkanbronlibel (Cordulegaster heros) is een echte libel uit de familie van de bronlibellen (Cordulegastridae).
De balkanbronlibel is de grootste libel van Europa. De mannetjes worden 78–85 mm, de vrouwtjes 93–97 mm groot.
De soort staat op de Rode Lijst van de IUCN als gevoelig, beoordelingsjaar 2018; de trend van de populatie is volgens de IUCN dalend. De balkanbronlibel komt voor in Zuidoost-Europa van Oostenrijk tot Griekenland.
De wetenschappelijke naam van de soort werd in 1979 gepubliceerd door Günther Theischinger. De Nederlandstalige naam is ontleend aan Libellen van Europa.